# حمزة حمزة أوغلو
حمزة حمزة أوغلو هو لاعب كرة قدم تركي سابق ومدرب تركي، وُلد في 15 يناير 1970 في مدينة كوموتيني باليونان. وهو من أصول تركية شغل منصب المدير الفني لنادي غلطة سراي التركي في فترات سابقة ، وحقق معه نجاحات محلية. خلال مسيرته كلاعب، لعب في عدة أندية تركية وبرز بشكل خاص في مركز خط الوسط. 

## حياته المهنية
حمزة حمزة أوغلو هو مواليد يناير سنة 1970 في أحد المدن اليونانية الحدودية مع تركيا حيث يعود اصل العائلة إلى النفوس التركية. و بدأ اللعب في أندية صغيرة بعد اكتشاف موهبته في تركيا في مدينة إزمير تحديدا و بدأ مسيرته في سنة 1988 مع نادي ازمير سبور حيث خاض معهم 34 مباراة مختلفة واستمر معهم في اللعب حتى موسم 1991 قبل ان يكتشف موهبته إداري نادي غلطة سراي التركية أحد أكبر الأندية التركية وافضلها حيث انتقل حمزة اوغلو إلى صفوف نادي غلطة سراي في الفترة بين عامي (1991 وحتى 1995) و خاض معهم 104 مباريات سجل خلالها 10 اهداف في مركز قلب الدفاع ,قبل ان ينتقل حمزة اوغلو إلى عدة اندية محلية في إسطنبول أهمها إسطنبول سبور المعروف حاليا باسم باشاك شهير و اندية كونيا سبور والعديد من اندية الدرجة الأولى.
بدأ حمزة اوغلو مسيرته التدريبية في عام من (2008 - 2009 ) حيث بدأ حمزة اوغلو بقيادة نادي مالطايا الرياضي في الدرجة الثانية من الدوري التركي و استطاع حمزة أوغلو إعادة الفريق إلى مركز الدرجة الأولى في موسم واحد قبل ان ينتقل إلى نادي أيوب الرياضي في الدرجة الثانية أيضا ليكمل معهم موسما وينتقل بعدها إلى نادي دينيزلي سبور في عام (2010 - 2011 ) بعدها انتقل حمزة اوغلو إلى نادي اكهيسار سبور في الدرجة الممتازة من عام(2011 - 2014) حيث قام معلمه واستاذه الإمبراطور فاتح تريم بجلبه كـ مساعد مدرب للمنتخب قبل ان يجهزه لقيادة المنتخب التركي في 2016.
بعد ان قام الإمبراطور فاتح تريم بجلب الأستاذ حمزة اوغلو لـ مساعدته في قيادة المنتخب لـ تجهيزه لقيادة المنتخب في 2016 حدث امر طارئ في نادي غلـطة سرآي التركي حيث تراجع مستوى نادي غلطة سراي التركي بشكل كبير جدا في البطولة المحلية والأوروبية تحت قيادة المدرب الإيطالي جيزاري براندلي حيث تسبب براندلي بخروج الفريق بـ 5 خسارات وتعادل يتيم في دوري الأبطال فيما مكث الفريق في الترتيب الـ 9 في الدوري التركي الممتاز وبعد اقالة براندلي بعد حوالي ال10 جولات من الدوري التركي الممتاز بدأت إدارة الفريق بالبحث عن البديل قبل ان تستشير الإمبراطور فاتح تريم الذي رشح دون تردد تلميذه حمزة اوغلو وبالفعل تم تعيين حمزة أوغلو في قيادة فريق غلطة سراي بعد 10 جولات في الدوري حيث كان يمكث النادي في الترتيب رقم 9 حمزة اوغلو والذي اعاد الروح المفقودة لدى الفريق وجعل الجميع يندهش لما حدث ثم خاض حمزة اوغلو مع غلطة سراي في عام (2014-2015 )في بطولة الدوري الممتاز 24 مباراة خسر خلالها في جولتان فقط خارج الديار.. واعاد الخسارة والثقة المفقودة إلى بطولة جديدة لخزائن غلطة سراي حيث رفع خلالها النادي البطولة رقم 20 في الدوري التركي + النجمة رقم 4 التي كان يبحث عنها النادي من زمن تحت قيادة مدربهم الجديد حمزة أوغلو لم يكتفي بذلك بل عاد من جديد ليجلب لقب كآس الجمهورية و بطولة السوبر التركي ليكون أول فريق في تاريخ الكرة التركية يتمكن من جلب الثلاثية المحلية تحت قيادة الإمبراطور الجديد حمزة حمزة اوغلو.

## وصلات خارجية
- حمزة حمزة أوغلو على موقع اتحاد تركيا (لاعب) (الإنجليزية)
- حمزة حمزة أوغلو على موقع اتحاد تركيا (مدرب) (الإنجليزية)
- حمزة حمزة أوغلو على موقع قاعدة بيانات كرة القدم.إي يو (الإنجليزية)
- حمزة حمزة أوغلو على موقع ناشيونال فوتبول تيمز (الإنجليزية)
- حمزة حمزة أوغلو على موقع عالم كرة القدم.نت (الإنجليزية)